# Отен
Отен (фр. Autun) је насељено место у Француској у региону Бургоња, у департману Саона и Лоара.
По подацима из 2011. године у општини је живело 14.426 становника, а густина насељености је износила 234,49 становника/km².

## Демографија
| 1962.  | 1968.  | 1975.  | 1982.  | 1990.  | 2011.  |
| ------ | ------ | ------ | ------ | ------ | ------ |
| 15.305 | 18.398 | 21.556 | 20.587 | 17.906 | 14.426 |